# Silic disulfide
Đisulfide silic, sulfide silic, silic đisulfide hay silic sulfide là các tên gọi để chỉ một hợp chất hóa học có công thức SiS2. Hóa chất này là chất trùng hợp và có kiểu cấu trúc hoàn toàn khác biệt với các dạng đa hình của silic dioxide tương ứng. Nó bao gồm một chuỗi các tứ diện chia sẻ rìa, Si(μ-S)2Si(μS)2 v.v. Khoảng cách Si-Si là 214 picomét, ngắn hơn so với liên kết đơn Si-Si thông thường.
Hóa chất này được tạo ra nhờ nung nóng silic và lưu huỳnh hay phản ứng trao đổi giữa SiO2 và Al2S3. Giống như mọi hợp chất chứa lưu huỳnh khác của silic, SiS2 bị thủy phân nhanh chóng để tạo ra H2S và tạo thành silica gel ngậm nước.